# Vernon Carey (cestista)
Vernon Carey jr. (Miami, 25 febbraio 2001) è un cestista statunitense.

## Biografia
È il figlio del giocatore di football americano Vernon Carey.

## Carriera

### High school
Ha giocato per quattro anni alla University School of Nova Southeastern University di Fort Lauderdale, in Florida. Durante la sua stagione da matricola, ha segnato una media di 18,0 punti, 7,0 rimbalzi e 2,0 stoppate mentre ha portato gli Sharks a un record complessivo di 15-9. Al secondo anno aveva una media di 22,0 punti e 8,0 rimbalzi a partita, mentre guidava la sua squadra a un record di 20-7 e un campionato statale distrettuale della Florida. Dopo il suo secondo anno, Carey è stato nominato per i team di tutti i distretti del Miami Herald e Sun Sentinel 2017, nonché per la menzione d'onore MaxPreps All-American 2017.
Da junior ha tenuto una media di 26,0 punti e 10,1 rimbalzi a partita, portando gli Sharks a un record complessivo di 36-2, al campionato statale della Florida 5A e alle competizioni del City of Palms Invitational 2017 e del John Wall Invitational 2017. Carey ha portato la sua squadra alle finali al torneo nazionale dell'High School, perdendo nella partita di campionato contro la Montverde Academy capitanata da R.J. Barrett.
Ha segnato una media di 17,4 punti e 5,3 rimbalzi a partita nel Nike Elite Youth Basketball League (EYBL) per la sua squadra AAU, ovvero il Nike Team Florida.
Carey ha concluso la sua stagione da senior con una media di 21,7 punti , 9,0 rimbalzi e 1,1 stoppate a partita.

### College
Prima dell'inizio della stagione 2019-20, Carey è stata incluso nella lista dei primi 50 giocatori del John R. Wooden Award.
Il 12 novembre ha fatto registrare la sua prima doppia-doppia della stagione segnando 17 punti e 10 rimbalzi nella vittoria per 105-54 contro Central Arkansas. Il 15 novembre ha segnato un record di 20 punti in carriera e ha catturato 10 rimbalzi in una vittoria per 74-63 sul Georgia State. Il 21 novembre ha realizzato un record di 31 punti e 12 rimbalzi in una vittoria per 87-52 sulla California. La notte successiva, Carey ha registrato 20 punti e 10 rimbalzi in una vittoria per 81-73 su Georgetown, ed è stato nominato MVP del torneo 2K Sports Classic. Carey avrebbe guadagnato sia il giocatore che la matricola della settimana nella ACC.
Il 3 dicembre ha segnato 26 punti, 11 rimbalzi e 3 stoppate in un 87-75 vittoria contro Michigan State nel ACC-Big Ten sfida. Il 19 dicembre ha fatto registrare un'altra doppia doppia di 20 punti e 10 rimbalzi in una vittoria per 86-57 sul Wofford.  Il 23 dicembre è stato nominato matricola della settimana ACC per la terza volta consecutiva. Il 4 gennaio ha segnato 24 punti e ha ottenuto nove rimbalzi in una vittoria per 95-62 contro Miami. Il 28 gennaio ha messo a referto 26 punti e 13 rimbalzi in una vittoria per 79-67 su Pittsburgh. Il 1º febbraio è stato autore di 26 punti e 17 rimbalzi nella vittoria per 97-88 contro Syracuse. Al termine della stagione regolare è stato nominato ACC Freshman of the Year ed è stato selezionato per la First Team All-ACC. Ha tenuto una media di 17,8 punti, 8,8 rimbalzi e 1,6 stoppate a partita come matricola, guadagnandosi gli onori di matricola nazionale dell'anno dalla US Basketball Writers Association e dalla National Association of Basketball Coaches. Dopo la stagione ha dichiarato la sua eleggibilità per il Draft NBA 2020.

### NBA

#### Charlotte Hornets (2020-)
È stato selezionato dagli Charlotte Hornets con la 32ª scelta del Draft NBA 2020. Il 30 novembre 2020 ha firmato un contratto pluriennale con gli Hornets.

## Palmarès

### Individuale
- Basketball Champions League Second Best Team: 1

Pınar Karşıyaka: 2023-2024

## Statistiche

### NCAA
| Anno      | Squadra          | PG | PT | MP   | TC%  | 3P%  | TL%  | RP  | AP  | PRP | SP  | PP   |
| --------- | ---------------- | -- | -- | ---- | ---- | ---- | ---- | --- | --- | --- | --- | ---- |
| 2019-2020 | Duke Blue Devils | 31 | 30 | 24,9 | 57,7 | 38,1 | 67,0 | 8,8 | 1,0 | 0,7 | 1,6 | 17,8 |

#### Massimi in carriera
- Massimo di punti: 31 vs California-Berkeley (21 novembre 2019)[1]
- Massimo di rimbalzi: 17 vs Syracuse (1º febbraio 2020)
- Massimo di assist: 4 vs Pittsburgh (28 gennaio 2020)
- Massimo di palle rubate: 2 (3 volte)
- Massimo di stoppate: 7 vs Stephen F. Austin (26 novembre 2019)
- Massimo di minuti giocati: 35 vs Pittsburgh (28 gennaio 2020)

### NBA

#### Regular Season
| Anno      | Squadra           | PG | PT | MP  | TC%  | 3P%  | TL%  | RP  | AP  | PRP | SP  | PP  |
| --------- | ----------------- | -- | -- | --- | ---- | ---- | ---- | --- | --- | --- | --- | --- |
| 2020-2021 | Charlotte Hornets | 19 | 4  | 6,0 | 50,0 | 14,3 | 81,8 | 1,4 | 0,1 | 0,1 | 0,3 | 2,4 |
| 2021-2022 | Charlotte Hornets | 4  | 1  | 4,2 | 50,0 | -    | 66,7 | 1,3 | 0,0 | 0,3 | 0,0 | 2,0 |
| 2021-2022 | Wash. Wizards     | 3  | 0  | 9,1 | 57,1 | -    | 40,0 | 2,3 | 0,0 | 0,3 | 0,3 | 4,0 |
| 2022-2023 | Wash. Wizards     | 11 | 0  | 2,6 | 25,0 | -    | 100  | 1,0 | 0,3 | 0,2 | 0,2 | 0,5 |
| Carriera  | Carriera          | 37 | 5  | 5,1 | 47,4 | 14,3 | 65,4 | 1,4 | 0,1 | 0,1 | 0,2 | 1,9 |

#### Massimi in carriera
- Massimo di punti: 21 vs Brooklyn Nets (16 aprile 2021)[2]
- Massimo di rimbalzi: 7 vs Charlotte Hornets (10 aprile 2022)
- Massimo di assist: 1 (5 volte)
- Massimo di palle rubate: 1 (5 volte)
- Massimo di stoppate: 1 (8 volte)
- Massimo di minuti giocati: 35 vs Brooklyn Nets (16 aprile 2021)